# Sharknado (filmsorozat)
A Sharknado filmsorozat egy hat tévéfilmet magába foglaló filmszéria, amelyet a SyFy jelenített meg 2013 és 2018 között. A filmek alapján azóta videojátékok és képregények is készültek,beleértve egy spin-off film is, a Sharknado: Heart of Sharkness. Az első két film vegyes vagy pozitív kritikát kapott a kritikusoktól, míg a többi negatív kritikát kapott.
A sorozat főszereplője Ian Ziering, mint Fin Shepard és Tara Reid, mint April Wexler – egy férj és feleség, akik „cápaviharokkal”, cápákkal teli tornádókkal találkoznak, bárhová is mennek.

## Filmek

### Sharknado – Cápavihar (2013)
Miután Los Angelesre egy hatalmas, cápákkal teli ciklon sújt le, senki sincs biztonságban. Egy férj és egy feleség gyerekeikkel közösen állnak ki a cápák ellen, és mindenféle taktikát, stratégiát bevetve harcolnak a mindenhova zuhanó, vérszomjas állatok ellen.

### Sharknado 2. – A második harapás (2014)
Míg Fin és April New Yorkban vannak, hogy népszerűsítsék April vadonatúj könyvét, a How to Survive a Sharknado and Other Unnatural Disasters (magyarul: Hogyan lehet túlélni a cápaviharokat és egyéb természetellenes katasztrófákat), amely a Los Angeles-i, különös ciklonról szól, a várost súlyos vihar sújtja, aminek következtében újabb cápavihar alakul ki.

### Sharknado 3. – A végső harapás (2015)
Az előző film eseményeit követően Fin és April újra összeházasodtak, és újabb gyermeket várnak. A Los Angeles-i és New York-i „sharknado” csatákban tett hősiességeiért Fin Washingtonban tartózkodik, hogy kitüntetést kapjon az elnöktől. Azonban ott egy új cápaviharrral találkozik, amely elindul a "Feast Coast"-on Floridába.

### Sharknado 4. – A negyedik ébredés (2016)
Miután a Sharknado 3. - A végső harapás egy olyan cliffhanger-el zárult, hogy Aprilt megöli-e egy lezuhanó roncs vagy sem, egy Twitter-szavazást indítottak a rajongóknak arról, mi legyen a lány sorsa. Végül a film első vetítésén megmutatták a szavazatok eredményét. A Sharknado 4. végül július 31-én került adásba a Syfy csatornáján  Ian Ziering, Tara Reid, Ryan Newman és David Hasselhoff megismétlik a korábbi filmekben játszott szerepüket, de új szereplők is érkeztek: Tommy Davidson, Aston Reynolds szerepében: playboy tech milliárdos és az Astro-X elnöke; Cody Linley Chuck Hittingert váltja Matt Shepard szerepében; Imani Hakim mint Gabrielle, egy katona és Matt felesége; Gary Busey mint Wilford Wexler, April gazdag apja; Cheryl Tiegs mint Raye Shepard, Fin anyja; Masiela Lusha mint Gemini, Fin unokatestvére.
A film címe és posztere egy hivatkozás a Star Wars: Az ébredő Erő című filmre.

### Sharknado 5. – A nagy rajzás (2017)
Az ötödik Sharknado -filmet 2016 októberében erősítették meg, és 2017. augusztus 6-án mutatták be. A angol címe eredetileg Sharknado 5... Earth 0 lett volna, de 2017. június 1-jén a Sharknado 5: Global Swarming címet hozták nyilvánosságra a „Make America Bait Again” szlogennel, ami Donald Trump elnök „Make America Great Again” szlogenjére utal. Ian Ziering és Tara Reid megismételték Fin Shepard és April Wexler szerepét, és Cassie Scerbo is megjelent ezen részben. A forgatás több mint 5 országban zajlott, köztük az Egyesült Királyságban, Ausztráliában és Bulgáriában. Ezen film története szerint Fin és szövetségesei véletlenül egy új cápavihart szabadítanak fel, miután deaktiválnak egy ősi eszközt, amely valójában kordában tartotta a cápaviharokat, a későbbi viharok pedig odáig fajulnak, hogy elpusztítják a bolygót, és csak Fin marad életben, amíg el nem találkozik fiával, Gil idővel kiszorított változatával.

### Sharknado 6. – Az utolsó Sharknado – Végre vége (2018)
A The Last Sharknado: It's About Time 2018. augusztus 19-én jelent meg, és Tara Reid, Ian Ziering és Cassie Scerbo mind visszatértek benne. A Bloody Disgusting online folyóirat 2018 februárjában megjelent írása így szólt: "Küldetésében Fin nácikkal, dinoszauruszokkal, lovagokkal harcol, és még Noé bárkáján is fellovagol."  2018. március 28-án a Syfy megerősítette, hogy a film lesz a sorozat utolsó része. A film címére május 25-én került sor, egy teaser előzetesben. Vivica A. Fox, aki a Sharknado 2-ben is feltűnt, az utolsó részben megismételte szerepét. A film történetében Finnel közösen, az utolsó túlélővel az időben utazik, hogy találkozzon az állítólag elhunyt szövetségesekkel (akiket Gil a haláluk előtti pillanatban húzott ki az időből), és akik megpróbálják azonosítani és megakadályozni az első modern kori cápavihart. Miután legyőzték a potenciális viharokat Camelotban, a függetlenségi háborúban és a vadnyugaton, Fin képes leszelpusztítani az eredeti cápavihart, mielőtt az olyan globális katasztrófákká fajul, amelyeknek tanúja volt, így létrehoz egy új idővonalat, ahol Fin továbbra is csak egy bár tulajdonosa.

## Spin-off filmek

### Lavalantula (2015)
A Lavalantula a Cápavihar egyik spin-offja, amely Los Angelesre támadó, tűzköpő tarantulákról szól. Ian Ziering feltűnik benne Fin Shepard szerepében, ami a Sharknado univerzumhoz köti a filmet.

### 2 Lava 2 Lantula (2016)
A Lavalantula 2 Lava 2 Lantula című folytatását 2016. augusztus 6-án mutatták be a Syfy-n. Az eredeti film szereplői közül néhányan visszatértek, köztük Steve Guttenberg, Marion Ramsey és Michael Winslow.